# Carabodes falcatus
Carabodes falcatus är en kvalsterart som beskrevs av Arthur P. Jacot 1937. Carabodes falcatus ingår i släktet Carabodes och familjen Carabodidae. Inga underarter finns listade.